# José Moko Ekanga

Wappen von José Moko Ekanga

José Moko Ekanga PSS (* 18. Juli 1958 in Kinshasa) ist Bischof von Idiofa in der Demokratischen Republik Kongo.

## Leben
José Moko Ekanga trat der Ordensgemeinschaft der Sulpizianer bei und empfing am 1. August 1986 die Priesterweihe. Papst Benedikt XVI. ernannte ihn am 26. Mai 2009 zum Bischof von Idiofa.
Die Bischofsweihe spendete ihm der Erzbischof von Kinshasa, Laurent Monsengwo Pasinya, am 15. August desselben Jahres; Mitkonsekratoren waren Louis Nzala Kianza, Bischof von Popokabaka, und Edouard Mununu Kasiala OCSO, Bischof von Kikwit.